# Curly Oden
Curly Oden foi um jogador de futebol americano estadunidense, campeão da Temporada de 1928 da National Football League jogando pelo Providence Steam Roller.